# فرودگاه منطقه‌ای سن آنجلو
فرودگاه منطقه‌ای سن آنجلو (به انگلیسی: San Angelo Regional Airport) (به زبان بومی: Mathis Field) یک فرودگاه همگانی با کد یاتا SJT است که یک باند فرود آسفالت دارد و طول باند آن ۲۴۵۳ متر است. این فرودگاه در شهر سن آنجلو، تگزاس کشور ایالات متحده آمریکا قرار دارد و در ارتفاع ۵۸۴٫۹ متری از سطح دریا واقع شده است.